# Cynometra sessiliflora
Cynometra sessiliflora är en ärtväxtart som beskrevs av Hermann August Theodor Harms. Cynometra sessiliflora ingår i släktet Cynometra, och familjen ärtväxter. Inga underarter finns listade i Catalogue of Life.